# Ernst Florian Winter
Ernst Florian Winter, avstrijsko-ameriški zgodovinar in politolog, * 16. december 1923, Dunaj, Avstrija, † 16. april 2014.
Ernst Florian Winter je emigriral leta 1938 s svojim očetom Ernstom Karlom Winterjem v ZDA. Tam je študiral na Michiganski univerzi japonščino in na Columbia University politično znanost ter mednarodno pravo. Kot mladenič je pristopil k ameriški vojski, sodeloval pri invaziji Normandije in bil prvi Avstro-Američan, ki je 4. maja 1945 vkorakal pri Burghausnu v avstrijski Innviertel ter imel svoj kvartir v pivovarni Schnaitl. Zato je bil 3. maja 2008 odlikovan v Braunau pri Innu z nagrado Egona Ranshofen-Wertheimerja.
Svojo akademsko kariero je začel kot profesor zgodovine in politične znanosti na Iona Collegeu v kraju New Rochelle, New York. Nato je bil zaposlen kot gostujoči profesor na Fletcher School of Law and Diplomacy, Princeton University, Georgetown University in Indiana University. Od leta 1964 do 1967 je bil Ernst Florian Winter direktor diplomatske akademije na Dunaju, kjer do danes dela kot profesor. Od 1948 do 1994 je bil poročen s hčerko Georgea Ludwiga von Trappa, Johanno von Trapp (1919–1994).
V teku svoje diplomatske kariere je delal med drugimi v Parizu za UNESCO. Med 1968 in 1975 se je močno zavzemal za ljudsko republiko Kitajsko – delno kot sodelavec Združenih narodov. Angažiral se je tudi za program okolja Združenih narodov »Kmetijstvo na Kosovu«.
Govoril je kitajsko, nemško, angleško, japonsko, rusko in špansko.